# 1.ᵉʳ Regimiento de Artillería de la Luftwaffe
El 1.er Regimiento de Artillería de la Luftwaffe (1. Luftwaffen-Artillerie-Regiment) fue una unidad de la  Luftwaffe durante la Segunda Guerra Mundial. 

## Historia
Fue formado en febrero de 1943 con 5 batallones:
- I Batallón/Nuevo
- II Batallón/Nuevo
- III Batallón desde la 1.ª División de Campo del Departamento de Artillería de la Luftwaffe
- IV Batallón desde la 1.ª División de Campo del Departamento Antiaéreo de la Luftwaffe
- V Batallón desde la 1.ª División de Campo del Departamento Antitanque de la Luftwaffe

El V Batallón existió solamente durante un corto periodo de tiempo. Luego se convirtió en la 1.ª División de Campo del Departamento Antitanque de la Luftwaffe.
El 1 de noviembre de 1943 pasó a estar bajo el control total del Ejército, y fue renombrado como el 1.er Regimiento de Artillería (L), excepto del IV Batallón que se convierte en el I Batallón/40.º Regimiento Antiaéreo.

## Comandantes
- Teniente coronel Botho Jacobson - (febrero de 1943 - 1 de noviembre de 1943)

## Orden de Batalla
Organización:
- I Batallón 1-4
- II Batallón 5-8
- III Batallón 9-11
- IV Batallón 12-15
- V Batallón 16-19; 1.-4. Columna Ligera de Transporte

## Servicios
Bajo la 1.ª División de la Fuerza Aérea de Campo.